# Rosenfibbla
Rosenfibbla, Crepis rubra, är en ettårig art från östra Medelhavsområdet som till skillnad från de flesta av sina släktingar har rosa blommor. Arten ingår ibland i fröblandningar med ettåriga sommarblommor och det första belägget med förvildning i Sverige samlades i Skåne i Monumentparken i Lund 2019, där den levde kvar från en kommunal insådd som gjorts året innan.